# أدريان كرينر
أدريان روبرت كرينر عالم في الكيمياء الحيوية وعلم الوراثة الجزيئي أوروغواي-أمريكي. كرينر أستاذ مؤسسة سانت جايلز في مختبر كولد سبرينج هاربور.